# Incydent na Morzu Czarnym (1988)

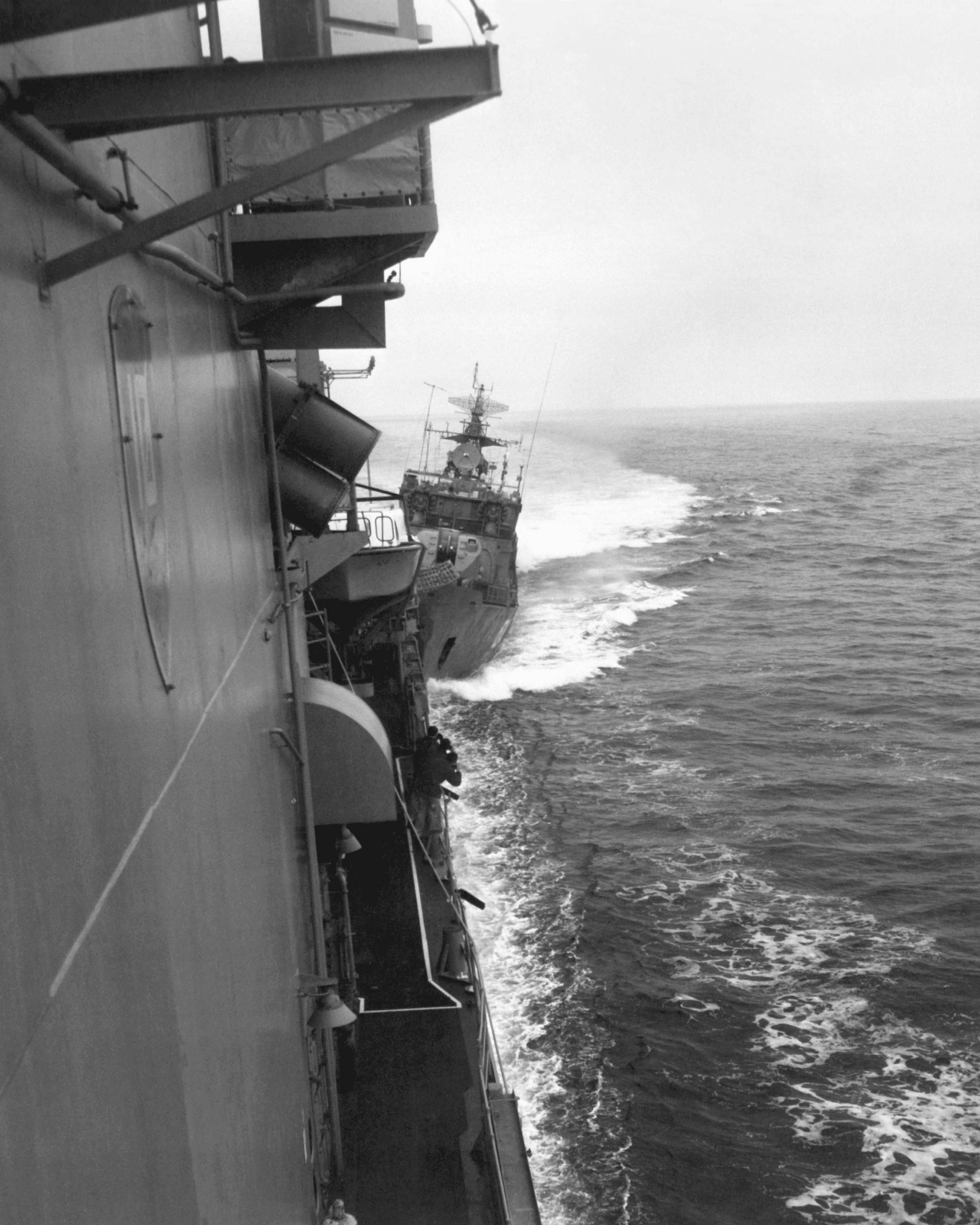
Radziecka fregata SKR-6 taranująca USS „Caron”

Incydent na Morzu Czarnym – bezkrwawa konfrontacja militarna, do której doszło 12 lutego 1988 roku, gdy amerykański krążownik rakietowy USS „Yorktown” próbował skorzystać z prawa nieszkodliwego przepływu przez wody terytorialne Związku Radzieckiego na Morzu Czarnym w końcowym okresie zimnej wojny. Krążownik został staranowany przez radziecką fregatę rakietową „Biezzawietnyj” z zamiarem zepchnięcia „Yorktowna” na wody międzynarodowe. W incydencie uczestniczył również niszczyciel rakietowy USS „Caron”, płynący w towarzystwie „Yorktowna” i roszczący sobie prawo nieszkodliwego przepływu, który został uderzony przez radziecką fregatę typu Mirka SKR-6. „Yorktown” zgłosił niewielkie uszkodzenia kadłuba, bez dziur ani ryzyka zalania. „Caron” nie został uszkodzony.
W tamtym czasie Związek Radziecki uznawał prawo nieszkodliwego przepływu dla okrętów wojennych na swoich wodach terytorialnych wyłącznie po wyznaczonych szlakach morskich. Stany Zjednoczone uważały, że nie ma podstaw prawnych dla takich regulacji, ograniczających tranzyty okrętów wojennych wyłącznie do wybranych szlaków morskich. Następnie Departament Stanu Stanów Zjednoczonych stwierdził, że rosyjskojęzyczny tekst Konwencji Narodów Zjednoczonych o prawie morza, artykuł 22, paragraf 1 pozwalał państwu nadbrzeżnemu regulować prawo nieszkodliwego przepływu, gdyby było to konieczne, podczas gdy tekst anglojęzyczny nie. Po incydencie Związek Radziecki zgodził się rozwiązać kwestię nieszkodliwego przepływu na swoich wodach terytorialnych.

## Tło
W 1979 roku Stany Zjednoczone uruchomiły nieformalny program mający na celu promowanie „praw i wolności żeglugi oraz przepływu gwarantowanych wszystkim narodom na mocy prawa międzynarodowego”. Rząd USA stwierdził, że zainicjował program, ponieważ niektóre kraje zaczęły domagać się granic jurysdykcyjnych wykraczających poza tradycyjne roszczenia. Stany Zjednoczone chciały temu zapobiec i, jak stwierdziły, protesty dyplomatyczne wydawały się nieskuteczne. Nowe zwyczajowe prawo międzynarodowe mogłoby powstać, gdyby narody unikały eksploatacji swoich statków i samolotów na spornych obszarach, a USA uznały to za niepożądane.
W latach 80. amerykańskie okręty wojenne przepływały przez cieśniny z Morza Śródziemnego na Morze Czarne dwa lub trzy razy w roku, aby zademonstrować swoje stanowisko i domagać się prawa do nieszkodliwego przepływu u państw nadbrzeżnych. Oprócz prawa do nieszkodliwego przepływu, amerykańska aktywność na Morzu Czarnym służyła także utrzymaniu praw USA gwarantowanych Konwencją z Montreux z 1936 roku dotyczącą cieśnin. Według urzędnika rządu USA „Dardanele i Bosfor tworzą międzynarodowy szlak wodny” na mocy tej konwencji, lecz „jeśli co jakiś czas nie demonstruje się swoich praw, okazuje się, że trudno je później wyegzekwować”.
Tymczasem „Zasady żeglugi i pobytu obcych okrętów wojennych na wodach terytorialnych oraz wewnętrznych wodach i portach ZSRR”, uchwalone przez Radę Ministrów ZSRR w 1983 roku, uznawały prawo nieszkodliwego przepływu obcych okrętów wojennych wyłącznie na ograniczonych obszarach wód terytorialnych ZSRR na Bałtyku, Morzu Ochockim i Morzu Japońskim; nie wyznaczono żadnych szlaków morskich dla nieszkodliwego przepływu na Morzu Czarnym. Radzieckie statki i samoloty były rutynowo wysyłane w celu obserwowania amerykańskich okrętów wojennych.
Po pierwszym incydencie na Morzu Czarnym w 1986 roku, w którym uczestniczyły również USS „Yorktown” i USS „Caron”, odbyło się spotkanie Rady Obrony ZSRR. Na spotkaniu naczelny dowódca radzieckiej marynarki wojennej admirał Władimir Czernawin zasugerował Michaiłowi Gorbaczowowi, ministrowi obrony Siergiejowi Sokołowowi, ministrowi spraw zagranicznych Eduardowi Szewardnadze i innym wyższym urzędnikom, że obce okręty wojenne można wypędzić z radzieckich wód terytorialnych na kilka sposobów, w tym przez taranowanie.

## Incydent
12 lutego 1988 roku krążownik rakietowy typu Ticonderoga USS „Yorktown” i niszczyciel typu Spruance USS „Caron” przeprowadziły ćwiczenia nieszkodliwego przepływu na Morzu Czarnym. „Caron” przepłynął 12,1 km od brzegu radzieckiego Krymu, a „Yorktown” zbliżył się na 16,6 km od brzegu. Dowódca Floty Czarnomorskiej admirał Michaił Chronopuło otrzymał rozkaz od Czernawina, aby powstrzymać przepływ amerykańskich okrętów wojennych. Początkowo stawić im czoła miał niszczyciel „Krasnyj Kawkaz”, ale ten miał problemy techniczne, więc zamiast niego wysłano „Biezzawietnyj”, fregatę typu Kriwak. Jednak według dowódcy „Biezzawietnyja”, kapitana Władimira Bogdaszina, jego okręt miał tylko dwa pociski manewrujące zamiast czterech, był o połowę mniejszy od „Yorktowna” i miał tylko jedną trzecią jego wyporności. Radziecka fregata SKR-6, dowodzona przez kapitana Anatolija Pietrowa, miała około jednej czwartej wielkości USS „Caron”.
Najpierw do „Carona” zbliżyła się fregata SKR-6, a trzy minuty później do „Yorktowna” podpłynęła fregata „Biezzawietnyj”, podczas gdy bombowce Tupolew Tu-16 monitorowały ruchy okrętów. Gdy okręty wojenne USA otarły się o granicę wód terytorialnych Związku Radzieckiego, zostały uderzone. O godzinie 10:02 czasu lokalnego, na pozycji 44°15′12″N 33°35′24″E/44,253333 33,590000, 10,5 mili morskiej od brzegu, SKR-6 uderzył w burtę „Carona” około 18 m od dziobu. Jedynymi uszkodzeniami „Carona” były zadrapania farby, załoga nie odniosła żadnych obrażeń. „Biezzawietnyj”, który uderzył w „Yorktowna”, otrzymał rozkaz, aby się oddalić i nie nawiązywać ponownie kontaktu z amerykańskim okrętem.
Oba okręty wojenne USA pozostały na swoim kursie. „Caron” opuścił wody terytorialne Związku Radzieckiego o 11:50 czasu lokalnego bez dalszych incydentów.
Oba amerykańskie okręty zgłosiły incydent naczelnemu dowódcy United States Naval Forces Europe, admirałowi Jamesowi B. Buseyowi. „Caron” przekazał, że o 13:20 czasu lokalnego „Biezzawietnyj” poinformował go na kanale 16 VHF: „Statki radzieckie mają rozkazy zapobiegania naruszeniu wód terytorialnych, środkiem ostatecznym jest uderzenie w wasz statek jednym z naszych”. Odpowiedź „Carona” brzmiała: „Prowadzę nieszkodliwy przepływ zgodnie z prawem międzynarodowym”. „Yorktown” w swoim raporcie stwierdził, że o 9:56 czasu lokalnego „Biezzawietnyj” skontaktował się z nim przez kanał 16 i zażądał, aby opuścił radzieckie wody terytorialne, bo w przeciwnym wypadku „nasz statek uderzy w wasz”. Następnie, zgodnie z raportem, „Biezzawietnyj” podpłynął do burty „Yorktowna” o 10:03 i uderzył w niego, obracając się w stronę kursu statku.
Prawa kotwica „Biezzawietnyja” została zerwana. Dwa pojemniki z pociskami Harpoon na „Yorktownie” zostały uszkodzone przy uderzeniu. „Biezzawietnyj” oddalił się i zajął pozycję 270 m od burty „Yorktowna”. Radziecka fregata wymagała drobnej naprawy.

## Reakcje
Ministerstwo Obrony ZSRR wydało oświadczenie obwiniające amerykańskie okręty wojenne o ignorowanie „sygnałów ostrzegawczych radzieckich okrętów straży granicznej” i za „niebezpieczne manewrowanie na wodach radzieckich”. Incydent wywołał również protest dyplomatyczny ze strony rządu USA.
Wkrótce po tym kwestia nieszkodliwego przepływu została rozwiązana, kiedy wydano Wspólne Oświadczenie USA i ZSRR w sprawie Jednolitej Akceptacji Reguł Prawa Międzynarodowego Regulujących Niewinny Przepływ, uznające prawa każdego narodu do tranzytu przez wody terytorialne.